# Temporada 2018 de Fórmula 1
La temporada 2018 de Fórmula 1 fue la 69.ª temporada del Campeonato Mundial de Fórmula 1 de la historia. Está organizada bajo el auspicio de la Federación Internacional del Automóvil (FIA). Estuvo formado por 21 carreras y participaron 10 equipos y 20 pilotos. El británico Lewis Hamilton ganó su quinto título mundial sobre Sebastian Vettel, mientras que Mercedes ganó su quinto título de constructores sobre Ferrari.

## Escuderías y pilotos
La siguiente tabla muestra los pilotos confirmados oficialmente por sus escuderías para el Mundial 2018 de Fórmula 1.
| Escudería                                                   | Chasis      | Chasis | Motor                         | Neu. | N.º | Pilotos           | Siglas | Rondas | Pilotos de pruebas                          |
| ----------------------------------------------------------- | ----------- | ------ | ----------------------------- | ---- | --- | ----------------- | ------ | ------ | ------------------------------------------- |
| Mercedes AMG Petronas Motorsport                            | Mercedes    | F1 W09 | Mercedes-AMG F1 M09 EQ Power+ | P    | 44  | Lewis Hamilton    | HAM    | Todas  | George Russell                              |
| Mercedes AMG Petronas Motorsport                            | Mercedes    | F1 W09 | Mercedes-AMG F1 M09 EQ Power+ | P    | 77  | Valtteri Bottas   | BOT    | Todas  | George Russell                              |
| Scuderia Ferrari                                            | Ferrari     | SF71H  | Ferrari 062 EVO               | P    | 5   | Sebastian Vettel  | VET    | Todas  | Antonio Giovinazzi Charles Leclerc          |
| Scuderia Ferrari                                            | Ferrari     | SF71H  | Ferrari 062 EVO               | P    | 7   | Kimi Räikkönen    | RAI    | Todas  | Antonio Giovinazzi Charles Leclerc          |
| Aston Martin Red Bull Racing                                | Red Bull    | RB14   | TAG Heuer (Renault) R.E.18    | P    | 3   | Daniel Ricciardo  | RIC    | Todas  | Jake Dennis Pierre Gasly                    |
| Aston Martin Red Bull Racing                                | Red Bull    | RB14   | TAG Heuer (Renault) R.E.18    | P    | 33  | Max Verstappen    | VER    | Todas  | Jake Dennis Pierre Gasly                    |
| Sahara Force India F1 Team Racing Point Force India F1 Team | Force India | VJM11  | Mercedes-AMG F1 M09 EQ Power+ | P    | 11  | Sergio Pérez      | PER    | Todas  | Nicholas Latifi Nikita Mazepin Lance Stroll |
| Sahara Force India F1 Team Racing Point Force India F1 Team | Force India | VJM11  | Mercedes-AMG F1 M09 EQ Power+ | P    | 31  | Esteban Ocon      | OCO    | Todas  | Nicholas Latifi Nikita Mazepin Lance Stroll |
| Williams Martini Racing                                     | Williams    | FW41   | Mercedes-AMG F1 M09 EQ Power+ | P    | 18  | Lance Stroll      | STR    | Todas  | Robert Kubica Oliver Rowland George Russell |
| Williams Martini Racing                                     | Williams    | FW41   | Mercedes-AMG F1 M09 EQ Power+ | P    | 35  | Sergey Sirotkin   | SIR    | Todas  | Robert Kubica Oliver Rowland George Russell |
| Renault Sport Formula One Team                              | Renault     | R.S.18 | Renault R.E.18                | P    | 27  | Nico Hülkenberg   | HÜL    | Todas  | Artiom Markélov                             |
| Renault Sport Formula One Team                              | Renault     | R.S.18 | Renault R.E.18                | P    | 55  | Carlos Sainz Jr.  | SAI    | Todas  | Artiom Markélov                             |
| Red Bull Scuderia Toro Rosso Honda                          | Toro Rosso  | STR13  | Honda RA618H                  | P    | 10  | Pierre Gasly      | GAS    | Todas  | Sean Gelael Daniil Kvyat                    |
| Red Bull Scuderia Toro Rosso Honda                          | Toro Rosso  | STR13  | Honda RA618H                  | P    | 28  | Brendon Hartley   | HAR    | Todas  | Sean Gelael Daniil Kvyat                    |
| Haas F1 Team                                                | Haas        | VF-18  | Ferrari 062 EVO               | P    | 8   | Romain Grosjean   | GRO    | Todas  | Pietro Fittipaldi Louis Delétraz            |
| Haas F1 Team                                                | Haas        | VF-18  | Ferrari 062 EVO               | P    | 20  | Kevin Magnussen   | MAG    | Todas  | Pietro Fittipaldi Louis Delétraz            |
| McLaren F1 Team                                             | McLaren     | MCL33  | Renault R.E.18                | P    | 2   | Stoffel Vandoorne | VAN    | Todas  | Lando Norris Carlos Sainz Jr.               |
| McLaren F1 Team                                             | McLaren     | MCL33  | Renault R.E.18                | P    | 14  | Fernando Alonso   | ALO    | Todas  | Lando Norris Carlos Sainz Jr.               |
| Alfa Romeo Sauber F1 Team                                   | Sauber      | C37    | Ferrari 062 EVO               | P    | 9   | Marcus Ericsson   | ERI    | Todas  | Kimi Räikkönen Antonio Giovinazzi           |
| Alfa Romeo Sauber F1 Team                                   | Sauber      | C37    | Ferrari 062 EVO               | P    | 16  | Charles Leclerc   | LEC    | Todas  | Kimi Räikkönen Antonio Giovinazzi           |

## Cambios

### Cambios en circuitos
- Diez años después, volvió el Gran Premio de Francia al calendario de Fórmula 1 tras su última edición disputada en el año 2008 en Magny-Cours, y volviendo al Circuito Paul Ricard que no disputaba un Gran Premio desde 1990.[33][34]
- Tras un año de ausencia vuelve el Gran Premio de Alemania al calendario de Fórmula 1, que se disputará en Hockenheimring.[34]
- A partir de esta temporada, no se disputará el Gran Premio de Malasia.[35]
- Luego de que en 2016 y 2017 se disputará en el inicio de la temporada, el Gran Premio de Rusia ocupará la vacante que deja el Gran Premio de Malasia.[36]
- El Gran Premio de Azerbaiyán se disputó en el inicio de la temporada tras la llegada del Gran Premio de Francia.[37]
- A partir de este año los horarios de las carreras europeas arrancan a las 15:10 horas, es decir, una hora y diez minutos más tarde de lo tradicional, excepto el Gran Premio de Francia donde la carrera arrancó a las 16:10 horas para no superponerse con un encuentro de la Copa Mundial de Fútbol 2018.[38][39]

### Cambios de pilotos
- Felipe Massa se retiró definitivamente de la categoría.[40]
- Charles Leclerc, campeón de Fórmula 2 del año 2017, sustituye a Pascal Wehrlein como piloto de Sauber.[41]
- Pascal Wehrlein no renovó con Sauber pero es tercer piloto de Mercedes.[42]
- Daniil Kvyat dejó la familia de Red Bull para ocupar el tercer asiento de la Scuderia Ferrari.[43]
- Lando Norris ocupa el asiento de tercer piloto de McLaren, que ocupó Jenson Button en 2017.[28]
- Sergey Sirotkin ocupa la vacante que deja Felipe Massa en Williams y Robert Kubica regresó a Fórmula 1 como tercer piloto del equipo Williams.[20]
- Jack Aitken es piloto de reserva y Artiom Markélov piloto de desarrollo de Renault.[22]
- Antonio Giovinazzi es piloto de pruebas de Sauber.[32][44]

### Cambios de motores
- McLaren dejó los motores Honda para usar los nuevos de Renault.[45]
- Toro Rosso dejó los motores Renault para usar los nuevos de Honda.[46]

### Cambios técnicos
- Se redujo el número máximo de motores que se pueden utilizar durante la temporada de 4 a 3. A partir del tercer motor se sufren penalizaciones en parrilla, no obstante, si se cambia más de un motor en el mismo Gran Premio, con las penalizaciones correspondientes, solo se podrá montar en las siguientes la última unidad usada.[47]
- Se introdujo el sistema de seguridad Halo.[48]
- Se eliminó la aleta de tiburón y el T-wing en los monoplazas.[49]
- Los coches llevan más referencias del piloto que conduce el monoplaza como su número más grande, la bandera de su nacionalidad y/o la abreviación de su nombre, para poder ser identificados con más claridad por los aficionados.[50]
- Se aumentó el número máximo de neumáticos que se pueden utilizar durante carreras de 5 a 7.
- Debido a los neumáticos blandos y de lluvia de 2017, Pirelli añadió 2 neumáticos más: el hiperblando y el superduro.[51]
- Se introdujeron los guantes biométricos.[52]

### Cambios de escuderías
Por razones comerciales, los siguientes equipos cambian su nombre:
- Red Bull Racing cambió su nombre a Aston Martin Red Bull Racing.[9]
- Sauber F1 Team cambió su nombre a Alfa Romeo Sauber F1 Team.[30]
- Scuderia Toro Rosso cambió su nombre a Red Bull Toro Rosso Honda.[53]
- A partir del Gran Premio de Bélgica, Sahara Force India deja de existir y se crea una nueva escudería llamada Racing Point Force India al efectuarse la compra de la escudería por el consorcio de Lawrence Stroll, por la cual Sahara Force India pierde la totalidad de sus puntos en el campeonato de constructores.[54]

## Calendario de presentaciones
| Escudería   | Chasis | Imagen | Fecha         | Lugar                          |
| ----------- | ------ | ------ | ------------- | ------------------------------ |
| Haas        | VF-18  |        | 14 de febrero | En línea                       |
| Williams    | FW41   |        | 15 de febrero | Londres                        |
| Red Bull    | RB14   |        | 19 de febrero | En línea                       |
| Sauber      | C37    |        | 20 de febrero | En línea                       |
| Renault     | R.S.18 |        | 20 de febrero | En línea                       |
| Ferrari     | SF71H  |        | 22 de febrero | En línea                       |
| Mercedes    | F1 W09 |        | 22 de febrero | Circuito de Silverstone        |
| McLaren     | MCL33  |        | 23 de febrero | En línea                       |
| Force India | VJM11  |        | 26 de febrero | Circuito de Barcelona-Cataluña |
| Toro Rosso  | STR13  |        | 26 de febrero | Circuito de Barcelona-Cataluña |

## Pretemporada
Los test de pretemporada se disputarán en dos fechas, del 26 de febrero al 1 de marzo y del 6 al 9 de marzo. El circuito escogido, al igual que en temporadas pasadas, fue el Circuito de Barcelona-Cataluña, en Montmeló (España).
| N.º | Circuito                                          | Mapa del circuito    | Resultados    | Resultados       | Resultados | Resultados   | Resultados   | Resultados | Resultados |
| --- | ------------------------------------------------- | -------------------- | ------------- | ---------------- | ---------- | ------------ | ------------ | ---------- | ---------- |
| 1   | Circuito de Barcelona-Cataluña Longitud: 4,627 km |                      | Fecha         | Fecha            | Piloto     | Escudería    | Mejor tiempo | Neu.       | Vueltas    |
| 1   | Circuito de Barcelona-Cataluña Longitud: 4,627 km | Día 1                | 26 de febrero | Daniel Ricciardo | Red Bull   | 1:20.179     | M            | 105        |            |
| 1   | Circuito de Barcelona-Cataluña Longitud: 4,627 km | Día 2                | 27 de febrero | Sebastian Vettel | Ferrari    | 1:19.673     | S            | 98         |            |
| 1   | Circuito de Barcelona-Cataluña Longitud: 4,627 km | Día 3                | 28 de febrero | Fernando Alonso  | McLaren    | 2:18.545     | W            | 11         |            |
| 1   | Circuito de Barcelona-Cataluña Longitud: 4,627 km | Día 4                | 1 de marzo    | Lewis Hamilton   | Mercedes   | 1:19.333     | M            | 69         |            |
| 1   | Circuito de Barcelona-Cataluña Longitud: 4,627 km | Resultados completos |               |                  |            |              |              |            |            |
| 2   | Circuito de Barcelona-Cataluña Longitud: 4,627 km | Fecha                | Fecha         | Piloto           | Escudería  | Mejor tiempo | Neu.         | Vueltas    |            |
| 2   | Circuito de Barcelona-Cataluña Longitud: 4,627 km | Día 5                | 6 de marzo    | Sebastian Vettel | Ferrari    | 1:20.396     | M            | 171        |            |
| 2   | Circuito de Barcelona-Cataluña Longitud: 4,627 km | Día 6                | 7 de marzo    | Daniel Ricciardo | Red Bull   | 1:18.047     | HS           | 165        |            |
| 2   | Circuito de Barcelona-Cataluña Longitud: 4,627 km | Día 7                | 8 de marzo    | Sebastian Vettel | Ferrari    | 1:17.182     | HS           | 188        |            |
| 2   | Circuito de Barcelona-Cataluña Longitud: 4,627 km | Día 8                | 9 de marzo    | Kimi Räikkönen   | Ferrari    | 1:17.221     | HS           | 157        |            |
| 2   | Circuito de Barcelona-Cataluña Longitud: 4,627 km | Resultados completos |               |                  |            |              |              |            |            |

## Calendario

Los países que acogen un Gran Premio están coloreados de verde, con la localización del circuito señalada con un punto negro; los países que han acogido un Gran Premio alguna vez están coloreados de gris oscuro.

| Ronda | Gran Premio                       | Circuito                                       | Fecha            |
| ----- | --------------------------------- | ---------------------------------------------- | ---------------- |
| 1     | Gran Premio de Australia          | Circuito de Albert Park, Melbourne             | 25 de marzo      |
| 2     | Gran Premio de Baréin             | Circuito Internacional de Baréin, Sakhir       | 8 de abril       |
| 3     | Gran Premio de China              | Circuito Internacional de Shanghái, Shanghái   | 15 de abril      |
| 4     | Gran Premio de Azerbaiyán         | Circuito callejero de Bakú, Bakú               | 29 de abril      |
| 5     | Gran Premio de España             | Circuito de Barcelona-Cataluña, Montmeló       | 13 de mayo       |
| 6     | Gran Premio de Mónaco             | Circuito de Mónaco, Montecarlo                 | 27 de mayo       |
| 7     | Gran Premio de Canadá             | Circuito Gilles Villeneuve, Montreal           | 10 de junio      |
| 8     | Gran Premio de Francia            | Circuito Paul Ricard, Le Castellet             | 24 de junio      |
| 9     | Gran Premio de Austria            | Red Bull Ring, Spielberg                       | 1 de julio       |
| 10    | Gran Premio de Gran Bretaña       | Circuito de Silverstone, Silverstone           | 8 de julio       |
| 11    | Gran Premio de Alemania           | Hockenheimring, Hockenheim                     | 22 de julio      |
| 12    | Gran Premio de Hungría            | Hungaroring, Mogyoród                          | 29 de julio      |
| 13    | Gran Premio de Bélgica            | Circuito de Spa-Francorchamps, Spa             | 26 de agosto     |
| 14    | Gran Premio de Italia             | Autodromo Nazionale di Monza, Monza            | 2 de septiembre  |
| 15    | Gran Premio de Singapur           | Circuito callejero de Marina Bay, Singapur     | 16 de septiembre |
| 16    | Gran Premio de Rusia              | Autódromo de Sochi, Sochi                      | 30 de septiembre |
| 17    | Gran Premio de Japón              | Circuito de Suzuka, Prefectura de Mie          | 7 de octubre     |
| 18    | Gran Premio de los Estados Unidos | Circuito de las Américas, Austin               | 21 de octubre    |
| 19    | Gran Premio de México             | Autódromo Hermanos Rodríguez, Ciudad de México | 28 de octubre    |
| 20    | Gran Premio de Brasil             | Autódromo José Carlos Pace, São Paulo          | 11 de noviembre  |
| 21    | Gran Premio de Abu Dabi           | Circuito Yas Marina, Isla Yas, Abu Dabi        | 25 de noviembre  |

- Fuente: f1aldia.com[66]

## Neumáticos
Ordenados de menor a mayor durabilidad, a la vez que de mayor a menor adherencia.
| Nombre del compuesto | Color | Color | Banda de rodadura | Condiciones de circulación | Tipo del compuesto    | Adherencia                      | Durabilidad                      |
| -------------------- | ----- | ----- | ----------------- | -------------------------- | --------------------- | ------------------------------- | -------------------------------- |
| Híper blando         | HS    |       | Liso              | Seco                       | Blando                | 7 - Adherencia muy alta         | 1 - Durabilidad más baja         |
| Ultra blando         | US    |       | Liso              | Seco                       | Blando / Medio        | 6 - Adherencia alta             | 2 - Durabilidad baja             |
| Súper blando         | SS    |       | Liso              | Seco                       | Blando / Medio / Duro | 5 - Adherencia ligeramente alta | 3 - Durabilidad ligeramente baja |
| Blando               | S     |       | Liso              | Seco                       | Blando / Medio / Duro | 4 - Adherencia media            | 4 - Durabilidad media            |
| Medio                | M     |       | Liso              | Seco                       | Medio / Duro          | 3 - Adherencia ligeramente baja | 5 - Durabilidad ligeramente alta |
| Duro                 | H     |       | Liso              | Seco                       | Duro                  | 2 - Adherencia baja             | 6 - Durabilidad alta             |
| Súper duro           | SH    |       | Liso              | Seco                       | Duro                  | 1 - Adherencia muy baja         | 7 - Durabilidad más alta         |
| Intermedio           | I     |       | Canales           | Mojado                     | Intermedio            |                                 |                                  |
| De lluvia            | W     |       | Canales           | Mojado                     | De lluvia             |                                 |                                  |

### Por carrera
| Compuesto  | AUS | BHR | CHN | AZE | ESP | MON | CAN | FRA | AUT | GBR | GER | HUN | BEL | ITA | SIN | RUS | JPN | USA | MEX | BRA | ABU |
| ---------- | --- | --- | --- | --- | --- | --- | --- | --- | --- | --- | --- | --- | --- | --- | --- | --- | --- | --- | --- | --- | --- |
| Blando     | US  | SS  | US  | US  | SS  | HS  | HS  | US  | US  | S   | US  | US  | SS  | SS  | HS  | HS  | SS  | US  | HS  | SS  | HS  |
| Medio      | SS  | S   | S   | SS  | S   | US  | US  | SS  | SS  | M   | S   | S   | S   | S   | US  | US  | S   | SS  | US  | S   | US  |
| Duro       | S   | M   | M   | S   | M   | SS  | SS  | S   | S   | H   | M   | M   | M   | M   | S   | S   | M   | S   | SS  | M   | SS  |
| Intermedio | I   | I   | I   | I   | I   | I   | I   | I   | I   | I   | I   | I   | I   | I   | I   | I   | I   | I   | I   | I   | I   |
| De lluvia  | W   | W   | W   | W   | W   | W   | W   | W   | W   | W   | W   | W   | W   | W   | W   | W   | W   | W   | W   | W   | W   |

## Resultados por carrera
| Ronda | Fecha                             | Gran Premio | Mapa del Circuito    | Resultados                  | Resultados       | Resultados                  | Resultados       |
| ----- | --------------------------------- | --- | -------------------- | --------------------------- | ---------------- | --------------------------- | ---------------- |
| 1     | 23, 24 y 25 de marzo              | Gran Premio de Australia Circuito de Albert Park Longitud: 5,303 km Vueltas: 58 Distancia de carrera: 307,574 km Ganador 2017: Sebastian Vettel - Ferrari          |                      | Libres 1                    | Lewis Hamilton   | Ganador                     | Sebastian Vettel |
| 1     | 23, 24 y 25 de marzo              | Gran Premio de Australia Circuito de Albert Park Longitud: 5,303 km Vueltas: 58 Distancia de carrera: 307,574 km Ganador 2017: Sebastian Vettel - Ferrari          | Libres 2             | Lewis Hamilton              | 2.do puesto      | Lewis Hamilton              |                  |
| 1     | 23, 24 y 25 de marzo              | Gran Premio de Australia Circuito de Albert Park Longitud: 5,303 km Vueltas: 58 Distancia de carrera: 307,574 km Ganador 2017: Sebastian Vettel - Ferrari          | Libres 3             | Sebastian Vettel            | 3.er puesto      | Kimi Räikkönen              |                  |
| 1     | 23, 24 y 25 de marzo              | Gran Premio de Australia Circuito de Albert Park Longitud: 5,303 km Vueltas: 58 Distancia de carrera: 307,574 km Ganador 2017: Sebastian Vettel - Ferrari          | Pole position        | Lewis Hamilton (1:21.164)   | Vuelta rápida    | Daniel Ricciardo (1:25.945) |                  |
| 1     | 23, 24 y 25 de marzo              | Gran Premio de Australia Circuito de Albert Park Longitud: 5,303 km Vueltas: 58 Distancia de carrera: 307,574 km Ganador 2017: Sebastian Vettel - Ferrari          | Resultados completos |                             |                  |                             |                  |
| 2     | 6, 7 y 8 de abril                 | Gran Premio de Baréin Circuito Internacional de Baréin Longitud: 5,412 km Vueltas: 57 Distancia de carrera: 308,238 km Ganador 2017: Sebastian Vettel - Ferrari    |                      | Libres 1                    | Daniel Ricciardo | Ganador                     | Sebastian Vettel |
| 2     | 6, 7 y 8 de abril                 | Gran Premio de Baréin Circuito Internacional de Baréin Longitud: 5,412 km Vueltas: 57 Distancia de carrera: 308,238 km Ganador 2017: Sebastian Vettel - Ferrari    | Libres 2             | Kimi Räikkönen              | 2.do puesto      | Valtteri Bottas             |                  |
| 2     | 6, 7 y 8 de abril                 | Gran Premio de Baréin Circuito Internacional de Baréin Longitud: 5,412 km Vueltas: 57 Distancia de carrera: 308,238 km Ganador 2017: Sebastian Vettel - Ferrari    | Libres 3             | Kimi Räikkönen              | 3.er puesto      | Lewis Hamilton              |                  |
| 2     | 6, 7 y 8 de abril                 | Gran Premio de Baréin Circuito Internacional de Baréin Longitud: 5,412 km Vueltas: 57 Distancia de carrera: 308,238 km Ganador 2017: Sebastian Vettel - Ferrari    | Pole position        | Sebastian Vettel (1:27.958) | Vuelta rápida    | Valtteri Bottas (1:33.740)  |                  |
| 2     | 6, 7 y 8 de abril                 | Gran Premio de Baréin Circuito Internacional de Baréin Longitud: 5,412 km Vueltas: 57 Distancia de carrera: 308,238 km Ganador 2017: Sebastian Vettel - Ferrari    | Resultados completos |                             |                  |                             |                  |
| 3     | 13, 14 y 15 de abril              | Gran Premio de China Circuito Internacional de Shanghái Longitud: 5,451 km Vueltas: 56 Distancia de carrera: 305,066 km Ganador 2017: Lewis Hamilton - Mercedes    |                      | Libres 1                    | Lewis Hamilton   | Ganador                     | Daniel Ricciardo |
| 3     | 13, 14 y 15 de abril              | Gran Premio de China Circuito Internacional de Shanghái Longitud: 5,451 km Vueltas: 56 Distancia de carrera: 305,066 km Ganador 2017: Lewis Hamilton - Mercedes    | Libres 2             | Lewis Hamilton              | 2.do puesto      | Valtteri Bottas             |                  |
| 3     | 13, 14 y 15 de abril              | Gran Premio de China Circuito Internacional de Shanghái Longitud: 5,451 km Vueltas: 56 Distancia de carrera: 305,066 km Ganador 2017: Lewis Hamilton - Mercedes    | Libres 3             | Sebastian Vettel            | 3.er puesto      | Kimi Räikkönen              |                  |
| 3     | 13, 14 y 15 de abril              | Gran Premio de China Circuito Internacional de Shanghái Longitud: 5,451 km Vueltas: 56 Distancia de carrera: 305,066 km Ganador 2017: Lewis Hamilton - Mercedes    | Pole position        | Sebastian Vettel (1:31.095) | Vuelta rápida    | Daniel Ricciardo (1:35.785) |                  |
| 3     | 13, 14 y 15 de abril              | Gran Premio de China Circuito Internacional de Shanghái Longitud: 5,451 km Vueltas: 56 Distancia de carrera: 305,066 km Ganador 2017: Lewis Hamilton - Mercedes    | Resultados completos |                             |                  |                             |                  |
| 4     | 27, 28 y 29 de abril              | Gran Premio de Azerbaiyán Circuito callejero de Bakú Longitud: 6,003 km Vueltas: 51 Distancia de carrera: 306,049 km Ganador 2017: Daniel Ricciardo - Red Bull     |                      | Libres 1                    | Valtteri Bottas  | Ganador                     | Lewis Hamilton   |
| 4     | 27, 28 y 29 de abril              | Gran Premio de Azerbaiyán Circuito callejero de Bakú Longitud: 6,003 km Vueltas: 51 Distancia de carrera: 306,049 km Ganador 2017: Daniel Ricciardo - Red Bull     | Libres 2             | Daniel Ricciardo            | 2.do puesto      | Kimi Räikkönen              |                  |
| 4     | 27, 28 y 29 de abril              | Gran Premio de Azerbaiyán Circuito callejero de Bakú Longitud: 6,003 km Vueltas: 51 Distancia de carrera: 306,049 km Ganador 2017: Daniel Ricciardo - Red Bull     | Libres 3             | Sebastian Vettel            | 3.er puesto      | Sergio Pérez                |                  |
| 4     | 27, 28 y 29 de abril              | Gran Premio de Azerbaiyán Circuito callejero de Bakú Longitud: 6,003 km Vueltas: 51 Distancia de carrera: 306,049 km Ganador 2017: Daniel Ricciardo - Red Bull     | Pole position        | Sebastian Vettel (1:41.498) | Vuelta rápida    | Valtteri Bottas (1:45.149)  |                  |
| 4     | 27, 28 y 29 de abril              | Gran Premio de Azerbaiyán Circuito callejero de Bakú Longitud: 6,003 km Vueltas: 51 Distancia de carrera: 306,049 km Ganador 2017: Daniel Ricciardo - Red Bull     | Resultados completos |                             |                  |                             |                  |
| 5     | 11, 12 y 13 de mayo               | Gran Premio de España Circuito de Barcelona-Cataluña Longitud: 4,655 km Vueltas: 66 Distancia de carrera: 307,104 km Ganador 2017: Lewis Hamilton - Mercedes       |                      | Libres 1                    | Valtteri Bottas  | Ganador                     | Lewis Hamilton   |
| 5     | 11, 12 y 13 de mayo               | Gran Premio de España Circuito de Barcelona-Cataluña Longitud: 4,655 km Vueltas: 66 Distancia de carrera: 307,104 km Ganador 2017: Lewis Hamilton - Mercedes       | Libres 2             | Lewis Hamilton              | 2.do puesto      | Valtteri Bottas             |                  |
| 5     | 11, 12 y 13 de mayo               | Gran Premio de España Circuito de Barcelona-Cataluña Longitud: 4,655 km Vueltas: 66 Distancia de carrera: 307,104 km Ganador 2017: Lewis Hamilton - Mercedes       | Libres 3             | Lewis Hamilton              | 3.er puesto      | Max Verstappen              |                  |
| 5     | 11, 12 y 13 de mayo               | Gran Premio de España Circuito de Barcelona-Cataluña Longitud: 4,655 km Vueltas: 66 Distancia de carrera: 307,104 km Ganador 2017: Lewis Hamilton - Mercedes       | Pole position        | Lewis Hamilton (1:16.173)   | Vuelta rápida    | Daniel Ricciardo (1:18.441) |                  |
| 5     | 11, 12 y 13 de mayo               | Gran Premio de España Circuito de Barcelona-Cataluña Longitud: 4,655 km Vueltas: 66 Distancia de carrera: 307,104 km Ganador 2017: Lewis Hamilton - Mercedes       | Resultados completos |                             |                  |                             |                  |
| 6     | 24, 26 y 27 de mayo               | Gran Premio de Mónaco Circuito de Mónaco Longitud: 3,337 km Vueltas: 78 Distancia de carrera: 260,286 km Ganador 2017: Sebastian Vettel - Ferrari                  |                      | Libres 1                    | Daniel Ricciardo | Ganador                     | Daniel Ricciardo |
| 6     | 24, 26 y 27 de mayo               | Gran Premio de Mónaco Circuito de Mónaco Longitud: 3,337 km Vueltas: 78 Distancia de carrera: 260,286 km Ganador 2017: Sebastian Vettel - Ferrari                  | Libres 2             | Daniel Ricciardo            | 2.do puesto      | Sebastian Vettel            |                  |
| 6     | 24, 26 y 27 de mayo               | Gran Premio de Mónaco Circuito de Mónaco Longitud: 3,337 km Vueltas: 78 Distancia de carrera: 260,286 km Ganador 2017: Sebastian Vettel - Ferrari                  | Libres 3             | Daniel Ricciardo            | 3.er puesto      | Lewis Hamilton              |                  |
| 6     | 24, 26 y 27 de mayo               | Gran Premio de Mónaco Circuito de Mónaco Longitud: 3,337 km Vueltas: 78 Distancia de carrera: 260,286 km Ganador 2017: Sebastian Vettel - Ferrari                  | Pole position        | Daniel Ricciardo (1:10.810) | Vuelta rápida    | Max Verstappen (1:14.260)   |                  |
| 6     | 24, 26 y 27 de mayo               | Gran Premio de Mónaco Circuito de Mónaco Longitud: 3,337 km Vueltas: 78 Distancia de carrera: 260,286 km Ganador 2017: Sebastian Vettel - Ferrari                  | Resultados completos |                             |                  |                             |                  |
| 7     | 8, 9 y 10 de junio                | Gran Premio de Canadá Circuito Gilles Villeneuve Longitud: 4,361 km Vueltas: 68 Distancia de carrera: 296,548 km Ganador 2017: Lewis Hamilton - Mercedes           |                      | Libres 1                    | Max Verstappen   | Ganador                     | Sebastian Vettel |
| 7     | 8, 9 y 10 de junio                | Gran Premio de Canadá Circuito Gilles Villeneuve Longitud: 4,361 km Vueltas: 68 Distancia de carrera: 296,548 km Ganador 2017: Lewis Hamilton - Mercedes           | Libres 2             | Max Verstappen              | 2.do puesto      | Valtteri Bottas             |                  |
| 7     | 8, 9 y 10 de junio                | Gran Premio de Canadá Circuito Gilles Villeneuve Longitud: 4,361 km Vueltas: 68 Distancia de carrera: 296,548 km Ganador 2017: Lewis Hamilton - Mercedes           | Libres 3             | Max Verstappen              | 3.er puesto      | Max Verstappen              |                  |
| 7     | 8, 9 y 10 de junio                | Gran Premio de Canadá Circuito Gilles Villeneuve Longitud: 4,361 km Vueltas: 68 Distancia de carrera: 296,548 km Ganador 2017: Lewis Hamilton - Mercedes           | Pole position        | Sebastian Vettel (1:10.764) | Vuelta rápida    | Max Verstappen (1:13.864)   |                  |
| 7     | 8, 9 y 10 de junio                | Gran Premio de Canadá Circuito Gilles Villeneuve Longitud: 4,361 km Vueltas: 68 Distancia de carrera: 296,548 km Ganador 2017: Lewis Hamilton - Mercedes           | Resultados completos |                             |                  |                             |                  |
| 8     | 22, 23 y 24 de junio              | Gran Premio de Francia Circuito Paul Ricard Longitud: 5,842 km Vueltas: 53 Distancia de carrera: 309,626 km Ganador 2017: No se disputó                            |                      | Libres 1                    | Lewis Hamilton   | Ganador                     | Lewis Hamilton   |
| 8     | 22, 23 y 24 de junio              | Gran Premio de Francia Circuito Paul Ricard Longitud: 5,842 km Vueltas: 53 Distancia de carrera: 309,626 km Ganador 2017: No se disputó                            | Libres 2             | Lewis Hamilton              | 2.do puesto      | Max Verstappen              |                  |
| 8     | 22, 23 y 24 de junio              | Gran Premio de Francia Circuito Paul Ricard Longitud: 5,842 km Vueltas: 53 Distancia de carrera: 309,626 km Ganador 2017: No se disputó                            | Libres 3             | Valtteri Bottas             | 3.er puesto      | Kimi Räikkönen              |                  |
| 8     | 22, 23 y 24 de junio              | Gran Premio de Francia Circuito Paul Ricard Longitud: 5,842 km Vueltas: 53 Distancia de carrera: 309,626 km Ganador 2017: No se disputó                            | Pole position        | Lewis Hamilton (1:30.029)   | Vuelta rápida    | Valtteri Bottas (1:34.225)  |                  |
| 8     | 22, 23 y 24 de junio              | Gran Premio de Francia Circuito Paul Ricard Longitud: 5,842 km Vueltas: 53 Distancia de carrera: 309,626 km Ganador 2017: No se disputó                            | Resultados completos |                             |                  |                             |                  |
| 9     | 29, 30 de junio y 1 de julio      | Gran Premio de Austria Red Bull Ring Longitud: 4,326 km Vueltas: 71 Distancia de carrera: 307,020 km Ganador 2017: Valtteri Bottas - Mercedes                      |                      | Libres 1                    | Lewis Hamilton   | Ganador                     | Max Verstappen   |
| 9     | 29, 30 de junio y 1 de julio      | Gran Premio de Austria Red Bull Ring Longitud: 4,326 km Vueltas: 71 Distancia de carrera: 307,020 km Ganador 2017: Valtteri Bottas - Mercedes                      | Libres 2             | Lewis Hamilton              | 2.do puesto      | Kimi Räikkönen              |                  |
| 9     | 29, 30 de junio y 1 de julio      | Gran Premio de Austria Red Bull Ring Longitud: 4,326 km Vueltas: 71 Distancia de carrera: 307,020 km Ganador 2017: Valtteri Bottas - Mercedes                      | Libres 3             | Sebastian Vettel            | 3.er puesto      | Sebastian Vettel            |                  |
| 9     | 29, 30 de junio y 1 de julio      | Gran Premio de Austria Red Bull Ring Longitud: 4,326 km Vueltas: 71 Distancia de carrera: 307,020 km Ganador 2017: Valtteri Bottas - Mercedes                      | Pole position        | Valtteri Bottas (1:03.130)  | Vuelta rápida    | Kimi Räikkönen (1:06.957)   |                  |
| 9     | 29, 30 de junio y 1 de julio      | Gran Premio de Austria Red Bull Ring Longitud: 4,326 km Vueltas: 71 Distancia de carrera: 307,020 km Ganador 2017: Valtteri Bottas - Mercedes                      | Resultados completos |                             |                  |                             |                  |
| 10    | 6, 7 y 8 de julio                 | Gran Premio de Gran Bretaña Circuito de Silverstone Longitud: 5,891 km Vueltas: 52 Distancia de carrera: 306,198 km Ganador 2017: Lewis Hamilton - Mercedes        |                      | Libres 1                    | Lewis Hamilton   | Ganador                     | Sebastian Vettel |
| 10    | 6, 7 y 8 de julio                 | Gran Premio de Gran Bretaña Circuito de Silverstone Longitud: 5,891 km Vueltas: 52 Distancia de carrera: 306,198 km Ganador 2017: Lewis Hamilton - Mercedes        | Libres 2             | Sebastian Vettel            | 2.do puesto      | Lewis Hamilton              |                  |
| 10    | 6, 7 y 8 de julio                 | Gran Premio de Gran Bretaña Circuito de Silverstone Longitud: 5,891 km Vueltas: 52 Distancia de carrera: 306,198 km Ganador 2017: Lewis Hamilton - Mercedes        | Libres 3             | Lewis Hamilton              | 3.er puesto      | Kimi Räikkönen              |                  |
| 10    | 6, 7 y 8 de julio                 | Gran Premio de Gran Bretaña Circuito de Silverstone Longitud: 5,891 km Vueltas: 52 Distancia de carrera: 306,198 km Ganador 2017: Lewis Hamilton - Mercedes        | Pole position        | Lewis Hamilton (1:25.892)   | Vuelta rápida    | Sebastian Vettel (1:30.696) |                  |
| 10    | 6, 7 y 8 de julio                 | Gran Premio de Gran Bretaña Circuito de Silverstone Longitud: 5,891 km Vueltas: 52 Distancia de carrera: 306,198 km Ganador 2017: Lewis Hamilton - Mercedes        | Resultados completos |                             |                  |                             |                  |
| 11    | 20, 21 y 22 de julio              | Gran Premio de Alemania Hockenheimring Longitud: 4,574 km Vueltas: 67 Distancia de carrera: 306,458 km Ganador 2017: No se disputó                                 |                      | Libres 1                    | Daniel Ricciardo | Ganador                     | Lewis Hamilton   |
| 11    | 20, 21 y 22 de julio              | Gran Premio de Alemania Hockenheimring Longitud: 4,574 km Vueltas: 67 Distancia de carrera: 306,458 km Ganador 2017: No se disputó                                 | Libres 2             | Max Verstappen              | 2.do puesto      | Valtteri Bottas             |                  |
| 11    | 20, 21 y 22 de julio              | Gran Premio de Alemania Hockenheimring Longitud: 4,574 km Vueltas: 67 Distancia de carrera: 306,458 km Ganador 2017: No se disputó                                 | Libres 3             | Charles Leclerc             | 3.er puesto      | Kimi Räikkönen              |                  |
| 11    | 20, 21 y 22 de julio              | Gran Premio de Alemania Hockenheimring Longitud: 4,574 km Vueltas: 67 Distancia de carrera: 306,458 km Ganador 2017: No se disputó                                 | Pole position        | Sebastian Vettel (1:11.212) | Vuelta rápida    | Lewis Hamilton (1:15.545)   |                  |
| 11    | 20, 21 y 22 de julio              | Gran Premio de Alemania Hockenheimring Longitud: 4,574 km Vueltas: 67 Distancia de carrera: 306,458 km Ganador 2017: No se disputó                                 | Resultados completos |                             |                  |                             |                  |
| 12    | 27, 28 y 29 de julio              | Gran Premio de Hungría Hungaroring Longitud: 4,381 km Vueltas: 70 Distancia de carrera: 306,630 km Ganador 2017: Sebastian Vettel - Ferrari                        |                      | Libres 1                    | Daniel Ricciardo | Ganador                     | Lewis Hamilton   |
| 12    | 27, 28 y 29 de julio              | Gran Premio de Hungría Hungaroring Longitud: 4,381 km Vueltas: 70 Distancia de carrera: 306,630 km Ganador 2017: Sebastian Vettel - Ferrari                        | Libres 2             | Sebastian Vettel            | 2.do puesto      | Sebastian Vettel            |                  |
| 12    | 27, 28 y 29 de julio              | Gran Premio de Hungría Hungaroring Longitud: 4,381 km Vueltas: 70 Distancia de carrera: 306,630 km Ganador 2017: Sebastian Vettel - Ferrari                        | Libres 3             | Sebastian Vettel            | 3.er puesto      | Kimi Räikkönen              |                  |
| 12    | 27, 28 y 29 de julio              | Gran Premio de Hungría Hungaroring Longitud: 4,381 km Vueltas: 70 Distancia de carrera: 306,630 km Ganador 2017: Sebastian Vettel - Ferrari                        | Pole position        | Lewis Hamilton (1:35.658)   | Vuelta rápida    | Daniel Ricciardo (1:20.012) |                  |
| 12    | 27, 28 y 29 de julio              | Gran Premio de Hungría Hungaroring Longitud: 4,381 km Vueltas: 70 Distancia de carrera: 306,630 km Ganador 2017: Sebastian Vettel - Ferrari                        | Resultados completos |                             |                  |                             |                  |
| 13    | 24, 25 y 26 de agosto             | Gran Premio de Bélgica Circuito de Spa-Francorchamps Longitud: 7,004 km Vueltas: 44 Distancia de carrera: 308,052 km Ganador 2017: Lewis Hamilton - Mercedes       |                      | Libres 1                    | Sebastian Vettel | Ganador                     | Sebastian Vettel |
| 13    | 24, 25 y 26 de agosto             | Gran Premio de Bélgica Circuito de Spa-Francorchamps Longitud: 7,004 km Vueltas: 44 Distancia de carrera: 308,052 km Ganador 2017: Lewis Hamilton - Mercedes       | Libres 2             | Kimi Räikkönen              | 2.do puesto      | Lewis Hamilton              |                  |
| 13    | 24, 25 y 26 de agosto             | Gran Premio de Bélgica Circuito de Spa-Francorchamps Longitud: 7,004 km Vueltas: 44 Distancia de carrera: 308,052 km Ganador 2017: Lewis Hamilton - Mercedes       | Libres 3             | Sebastian Vettel            | 3.er puesto      | Max Verstappen              |                  |
| 13    | 24, 25 y 26 de agosto             | Gran Premio de Bélgica Circuito de Spa-Francorchamps Longitud: 7,004 km Vueltas: 44 Distancia de carrera: 308,052 km Ganador 2017: Lewis Hamilton - Mercedes       | Pole position        | Lewis Hamilton (1:58.179)   | Vuelta rápida    | Valtteri Bottas (1:46.286)  |                  |
| 13    | 24, 25 y 26 de agosto             | Gran Premio de Bélgica Circuito de Spa-Francorchamps Longitud: 7,004 km Vueltas: 44 Distancia de carrera: 308,052 km Ganador 2017: Lewis Hamilton - Mercedes       | Resultados completos |                             |                  |                             |                  |
| 14    | 31 de agosto, 1 y 2 de septiembre | Gran Premio de Italia Autodromo Nazionale di Monza Longitud: 5,793 km Vueltas: 53 Distancia de carrera: 306,720 km Ganador 2017: Lewis Hamilton - Mercedes         |                      | Libres 1                    | Sergio Pérez     | Ganador                     | Lewis Hamilton   |
| 14    | 31 de agosto, 1 y 2 de septiembre | Gran Premio de Italia Autodromo Nazionale di Monza Longitud: 5,793 km Vueltas: 53 Distancia de carrera: 306,720 km Ganador 2017: Lewis Hamilton - Mercedes         | Libres 2             | Sebastian Vettel            | 2.do puesto      | Kimi Räikkönen              |                  |
| 14    | 31 de agosto, 1 y 2 de septiembre | Gran Premio de Italia Autodromo Nazionale di Monza Longitud: 5,793 km Vueltas: 53 Distancia de carrera: 306,720 km Ganador 2017: Lewis Hamilton - Mercedes         | Libres 3             | Sebastian Vettel            | 3.er puesto      | Valtteri Bottas             |                  |
| 14    | 31 de agosto, 1 y 2 de septiembre | Gran Premio de Italia Autodromo Nazionale di Monza Longitud: 5,793 km Vueltas: 53 Distancia de carrera: 306,720 km Ganador 2017: Lewis Hamilton - Mercedes         | Pole position        | Kimi Räikkönen (1:19.119)   | Vuelta rápida    | Lewis Hamilton (1:22.497)   |                  |
| 14    | 31 de agosto, 1 y 2 de septiembre | Gran Premio de Italia Autodromo Nazionale di Monza Longitud: 5,793 km Vueltas: 53 Distancia de carrera: 306,720 km Ganador 2017: Lewis Hamilton - Mercedes         | Resultados completos |                             |                  |                             |                  |
| 15    | 14, 15 y 16 de septiembre         | Gran Premio de Singapur Circuito callejero de Marina Bay Longitud: 5,065 km Vueltas: 61 Distancia de carrera: 308,828 km Ganador 2017: Lewis Hamilton - Mercedes   |                      | Libres 1                    | Daniel Ricciardo | Ganador                     | Lewis Hamilton   |
| 15    | 14, 15 y 16 de septiembre         | Gran Premio de Singapur Circuito callejero de Marina Bay Longitud: 5,065 km Vueltas: 61 Distancia de carrera: 308,828 km Ganador 2017: Lewis Hamilton - Mercedes   | Libres 2             | Kimi Räikkönen              | 2.do puesto      | Max Verstappen              |                  |
| 15    | 14, 15 y 16 de septiembre         | Gran Premio de Singapur Circuito callejero de Marina Bay Longitud: 5,065 km Vueltas: 61 Distancia de carrera: 308,828 km Ganador 2017: Lewis Hamilton - Mercedes   | Libres 3             | Sebastian Vettel            | 3.er puesto      | Sebastian Vettel            |                  |
| 15    | 14, 15 y 16 de septiembre         | Gran Premio de Singapur Circuito callejero de Marina Bay Longitud: 5,065 km Vueltas: 61 Distancia de carrera: 308,828 km Ganador 2017: Lewis Hamilton - Mercedes   | Pole position        | Lewis Hamilton (1:36.015)   | Vuelta rápida    | Kevin Magnussen (1:41.905)  |                  |
| 15    | 14, 15 y 16 de septiembre         | Gran Premio de Singapur Circuito callejero de Marina Bay Longitud: 5,065 km Vueltas: 61 Distancia de carrera: 308,828 km Ganador 2017: Lewis Hamilton - Mercedes   | Resultados completos |                             |                  |                             |                  |
| 16    | 28, 29 y 30 de septiembre         | Gran Premio de Rusia Autódromo de Sochi Longitud: 5,484 km Vueltas: 53 Distancia de carrera: 309,745 km Ganador 2017: Valtteri Bottas - Mercedes                   |                      | Libres 1                    | Sebastian Vettel | Ganador                     | Lewis Hamilton   |
| 16    | 28, 29 y 30 de septiembre         | Gran Premio de Rusia Autódromo de Sochi Longitud: 5,484 km Vueltas: 53 Distancia de carrera: 309,745 km Ganador 2017: Valtteri Bottas - Mercedes                   | Libres 2             | Lewis Hamilton              | 2.do puesto      | Valtteri Bottas             |                  |
| 16    | 28, 29 y 30 de septiembre         | Gran Premio de Rusia Autódromo de Sochi Longitud: 5,484 km Vueltas: 53 Distancia de carrera: 309,745 km Ganador 2017: Valtteri Bottas - Mercedes                   | Libres 3             | Lewis Hamilton              | 3.er puesto      | Sebastian Vettel            |                  |
| 16    | 28, 29 y 30 de septiembre         | Gran Premio de Rusia Autódromo de Sochi Longitud: 5,484 km Vueltas: 53 Distancia de carrera: 309,745 km Ganador 2017: Valtteri Bottas - Mercedes                   | Pole position        | Valtteri Bottas (1:31.387)  | Vuelta rápida    | Valtteri Bottas (1:35.861)  |                  |
| 16    | 28, 29 y 30 de septiembre         | Gran Premio de Rusia Autódromo de Sochi Longitud: 5,484 km Vueltas: 53 Distancia de carrera: 309,745 km Ganador 2017: Valtteri Bottas - Mercedes                   | Resultados completos |                             |                  |                             |                  |
| 17    | 5, 6 y 7 de octubre               | Gran Premio de Japón Circuito de Suzuka Longitud: 5,807 km Vueltas: 53 Distancia de carrera: 307,471 km Ganador 2017: Lewis Hamilton - Mercedes                    |                      | Libres 1                    | Lewis Hamilton   | Ganador                     | Lewis Hamilton   |
| 17    | 5, 6 y 7 de octubre               | Gran Premio de Japón Circuito de Suzuka Longitud: 5,807 km Vueltas: 53 Distancia de carrera: 307,471 km Ganador 2017: Lewis Hamilton - Mercedes                    | Libres 2             | Lewis Hamilton              | 2.do puesto      | Valtteri Bottas             |                  |
| 17    | 5, 6 y 7 de octubre               | Gran Premio de Japón Circuito de Suzuka Longitud: 5,807 km Vueltas: 53 Distancia de carrera: 307,471 km Ganador 2017: Lewis Hamilton - Mercedes                    | Libres 3             | Lewis Hamilton              | 3.er puesto      | Max Verstappen              |                  |
| 17    | 5, 6 y 7 de octubre               | Gran Premio de Japón Circuito de Suzuka Longitud: 5,807 km Vueltas: 53 Distancia de carrera: 307,471 km Ganador 2017: Lewis Hamilton - Mercedes                    | Pole position        | Lewis Hamilton (1:27.760)   | Vuelta rápida    | Sebastian Vettel (1:32.318) |                  |
| 17    | 5, 6 y 7 de octubre               | Gran Premio de Japón Circuito de Suzuka Longitud: 5,807 km Vueltas: 53 Distancia de carrera: 307,471 km Ganador 2017: Lewis Hamilton - Mercedes                    | Resultados completos |                             |                  |                             |                  |
| 18    | 19, 20 y 21 de octubre            | Gran Premio de los Estados Unidos Circuito de las Américas Longitud: 5,513 km Vueltas: 56 Distancia de carrera: 308,405 km Ganador 2017: Lewis Hamilton - Mercedes |                      | Libres 1                    | Lewis Hamilton   | Ganador                     | Kimi Räikkönen   |
| 18    | 19, 20 y 21 de octubre            | Gran Premio de los Estados Unidos Circuito de las Américas Longitud: 5,513 km Vueltas: 56 Distancia de carrera: 308,405 km Ganador 2017: Lewis Hamilton - Mercedes | Libres 2             | Lewis Hamilton              | 2.do puesto      | Max Verstappen              |                  |
| 18    | 19, 20 y 21 de octubre            | Gran Premio de los Estados Unidos Circuito de las Américas Longitud: 5,513 km Vueltas: 56 Distancia de carrera: 308,405 km Ganador 2017: Lewis Hamilton - Mercedes | Libres 3             | Sebastian Vettel            | 3.er puesto      | Lewis Hamilton              |                  |
| 18    | 19, 20 y 21 de octubre            | Gran Premio de los Estados Unidos Circuito de las Américas Longitud: 5,513 km Vueltas: 56 Distancia de carrera: 308,405 km Ganador 2017: Lewis Hamilton - Mercedes | Pole position        | Lewis Hamilton (1:32.237)   | Vuelta rápida    | Lewis Hamilton (1:37.392)   |                  |
| 18    | 19, 20 y 21 de octubre            | Gran Premio de los Estados Unidos Circuito de las Américas Longitud: 5,513 km Vueltas: 56 Distancia de carrera: 308,405 km Ganador 2017: Lewis Hamilton - Mercedes | Resultados completos |                             |                  |                             |                  |
| 19    | 26, 27 y 28 de octubre            | Gran Premio de México Autódromo Hermanos Rodríguez Longitud: 4,304 km Vueltas: 71 Distancia de carrera: 305,354 km Ganador 2017: Max Verstappen - Red Bull         |                      | Libres 1                    | Max Verstappen   | Ganador                     | Max Verstappen   |
| 19    | 26, 27 y 28 de octubre            | Gran Premio de México Autódromo Hermanos Rodríguez Longitud: 4,304 km Vueltas: 71 Distancia de carrera: 305,354 km Ganador 2017: Max Verstappen - Red Bull         | Libres 2             | Max Verstappen              | 2.do puesto      | Sebastian Vettel            |                  |
| 19    | 26, 27 y 28 de octubre            | Gran Premio de México Autódromo Hermanos Rodríguez Longitud: 4,304 km Vueltas: 71 Distancia de carrera: 305,354 km Ganador 2017: Max Verstappen - Red Bull         | Libres 3             | Max Verstappen              | 3.er puesto      | Kimi Räikkönen              |                  |
| 19    | 26, 27 y 28 de octubre            | Gran Premio de México Autódromo Hermanos Rodríguez Longitud: 4,304 km Vueltas: 71 Distancia de carrera: 305,354 km Ganador 2017: Max Verstappen - Red Bull         | Pole position        | Daniel Ricciardo (1:14.759) | Vuelta rápida    | Valtteri Bottas (1:18.741)  |                  |
| 19    | 26, 27 y 28 de octubre            | Gran Premio de México Autódromo Hermanos Rodríguez Longitud: 4,304 km Vueltas: 71 Distancia de carrera: 305,354 km Ganador 2017: Max Verstappen - Red Bull         | Resultados completos |                             |                  |                             |                  |
| 20    | 9, 10 y 11 de noviembre           | Gran Premio de Brasil Autódromo José Carlos Pace Longitud: 4,309 km Vueltas: 71 Distancia de carrera: 305,909 km Ganador 2017: Sebastian Vettel - Ferrari          |                      | Libres 1                    | Max Verstappen   | Ganador                     | Lewis Hamilton   |
| 20    | 9, 10 y 11 de noviembre           | Gran Premio de Brasil Autódromo José Carlos Pace Longitud: 4,309 km Vueltas: 71 Distancia de carrera: 305,909 km Ganador 2017: Sebastian Vettel - Ferrari          | Libres 2             | Valtteri Bottas             | 2.do puesto      | Max Verstappen              |                  |
| 20    | 9, 10 y 11 de noviembre           | Gran Premio de Brasil Autódromo José Carlos Pace Longitud: 4,309 km Vueltas: 71 Distancia de carrera: 305,909 km Ganador 2017: Sebastian Vettel - Ferrari          | Libres 3             | Sebastian Vettel            | 3.er puesto      | Kimi Räikkönen              |                  |
| 20    | 9, 10 y 11 de noviembre           | Gran Premio de Brasil Autódromo José Carlos Pace Longitud: 4,309 km Vueltas: 71 Distancia de carrera: 305,909 km Ganador 2017: Sebastian Vettel - Ferrari          | Pole position        | Lewis Hamilton (1:07.281)   | Vuelta rápida    | Valtteri Bottas (1:10.540)  |                  |
| 20    | 9, 10 y 11 de noviembre           | Gran Premio de Brasil Autódromo José Carlos Pace Longitud: 4,309 km Vueltas: 71 Distancia de carrera: 305,909 km Ganador 2017: Sebastian Vettel - Ferrari          | Resultados completos |                             |                  |                             |                  |
| 21    | 23, 24 y 25 de noviembre          | Gran Premio de Abu Dabi Circuito Yas Marina Longitud: 5,554 km Vueltas: 55 Distancia de carrera: 305,355 km Ganador 2017: Valtteri Bottas - Mercedes               |                      | Libres 1                    | Max Verstappen   | Ganador                     | Lewis Hamilton   |
| 21    | 23, 24 y 25 de noviembre          | Gran Premio de Abu Dabi Circuito Yas Marina Longitud: 5,554 km Vueltas: 55 Distancia de carrera: 305,355 km Ganador 2017: Valtteri Bottas - Mercedes               | Libres 2             | Valtteri Bottas             | 2.do puesto      | Sebastian Vettel            |                  |
| 21    | 23, 24 y 25 de noviembre          | Gran Premio de Abu Dabi Circuito Yas Marina Longitud: 5,554 km Vueltas: 55 Distancia de carrera: 305,355 km Ganador 2017: Valtteri Bottas - Mercedes               | Libres 3             | Lewis Hamilton              | 3.er puesto      | Max Verstappen              |                  |
| 21    | 23, 24 y 25 de noviembre          | Gran Premio de Abu Dabi Circuito Yas Marina Longitud: 5,554 km Vueltas: 55 Distancia de carrera: 305,355 km Ganador 2017: Valtteri Bottas - Mercedes               | Pole position        | Lewis Hamilton (1:34.794)   | Vuelta rápida    | Sebastian Vettel (1:40.867) |                  |
| 21    | 23, 24 y 25 de noviembre          | Gran Premio de Abu Dabi Circuito Yas Marina Longitud: 5,554 km Vueltas: 55 Distancia de carrera: 305,355 km Ganador 2017: Valtteri Bottas - Mercedes               | Resultados completos |                             |                  |                             |                  |

Fuente: F1.com

## Clasificaciones

### Puntuaciones
| Posición | 1.º | 2.º | 3.º | 4.º | 5.º | 6.º | 7.º | 8.º | 9.º | 10.º |
| Puntos   | 25  | 18  | 15  | 12  | 10  | 8   | 6   | 4   | 2   | 1    |

### Campeonato de Pilotos
| Pos. | N.º | Piloto            | AUS | BHR | CHN | AZE | ESP | MON | CAN | FRA | AUT | GBR | GER | HUN | BEL | ITA | SIN | RUS | JPN | USA | MEX | BRA | ABU | Puntos |
| ---- | --- | ----------------- | --- | --- | --- | --- | --- | --- | --- | --- | --- | --- | --- | --- | --- | --- | --- | --- | --- | --- | --- | --- | --- | ------ |
| 1    | 44  | Lewis Hamilton    | 2   | 3   | 4   | 1   | 1   | 3   | 5   | 1   | Ret | 2   | 1   | 1   | 2   | 1   | 1   | 1   | 1   | 3   | 4   | 1   | 1   | 408    |
| 2    | 5   | Sebastian Vettel  | 1   | 1   | 8   | 4   | 4   | 2   | 1   | 5   | 3   | 1   | Ret | 2   | 1   | 4   | 3   | 3   | 6   | 4   | 2   | 6   | 2   | 320    |
| 3    | 7   | Kimi Räikkönen    | 3   | Ret | 3   | 2   | Ret | 4   | 6   | 3   | 2   | 3   | 3   | 3   | Ret | 2   | 5   | 4   | 5   | 1   | 3   | 3   | Ret | 251    |
| 4    | 33  | Max Verstappen    | 6   | Ret | 5   | Ret | 3   | 9   | 3   | 2   | 1   | 15† | 4   | Ret | 3   | 5   | 2   | 5   | 3   | 2   | 1   | 2   | 3   | 249    |
| 5    | 77  | Valtteri Bottas   | 8   | 2   | 2   | 14  | 2   | 5   | 2   | 7   | Ret | 4   | 2   | 5   | 4   | 3   | 4   | 2   | 2   | 5   | 5   | 5   | 5   | 247    |
| 6    | 3   | Daniel Ricciardo  | 4   | Ret | 1   | Ret | 5   | 1   | 4   | 4   | Ret | 5   | Ret | 4   | Ret | Ret | 6   | 6   | 4   | Ret | Ret | 4   | 4   | 170    |
| 7    | 27  | Nico Hülkenberg   | 7   | 6   | 6   | Ret | Ret | 8   | 7   | 9   | Ret | 6   | 5   | 12  | Ret | 13  | 10  | 12  | Ret | 6   | 6   | Ret | Ret | 69     |
| 8    | 11  | Sergio Pérez      | 11  | 16  | 12  | 3   | 9   | 12  | 14  | Ret | 7   | 10  | 7   | 14  | 5   | 7   | 17  | 10  | 7   | 8   | Ret | 10  | 8   | 62     |
| 9    | 20  | Kevin Magnussen   | Ret | 5   | 10  | 13  | 6   | 13  | 13  | 6   | 5   | 9   | 11  | 7   | 8   | 16  | 18  | 8   | Ret | DSQ | 15  | 9   | 10  | 56     |
| 10   | 55  | Carlos Sainz Jr.  | 10  | 11  | 9   | 5   | 7   | 10  | 8   | 8   | 12  | Ret | 12  | 9   | 11  | 8   | 8   | 17  | 10  | 7   | Ret | 12  | 6   | 53     |
| 11   | 14  | Fernando Alonso   | 5   | 7   | 7   | 7   | 8   | Ret | Ret | 16† | 8   | 8   | 16† | 8   | Ret | Ret | 7   | 14  | 14  | Ret | Ret | 16  | 11  | 50     |
| 12   | 31  | Esteban Ocon      | 12  | 10  | 11  | Ret | Ret | 6   | 9   | Ret | 6   | 7   | 8   | 13  | 6   | 6   | Ret | 9   | 9   | DSQ | 11  | 15  | Ret | 49     |
| 13   | 16  | Charles Leclerc   | 13  | 12  | 19  | 6   | 10  | 18† | 10  | 10  | 9   | Ret | 15  | Ret | Ret | 11  | 9   | 7   | Ret | Ret | 7   | 7   | 7   | 39     |
| 14   | 8   | Romain Grosjean   | Ret | 13  | 17  | Ret | Ret | 15  | 12  | 11  | 4   | Ret | 6   | 10  | 7   | DSQ | 13  | 11  | 8   | Ret | 16  | 8   | 9   | 37     |
| 15   | 10  | Pierre Gasly      | Ret | 4   | 18  | 12  | Ret | 7   | 11  | Ret | 11  | 13  | 14  | 6   | 9   | 14  | 14  | Ret | 11  | 12  | 10  | 13  | Ret | 29     |
| 16   | 2   | Stoffel Vandoorne | 9   | 8   | 13  | 9   | Ret | 14  | 16  | 12  | 15† | 11  | 13  | Ret | 15  | 12  | 12  | 16  | 15  | 11  | 8   | 14  | 14  | 12     |
| 17   | 9   | Marcus Ericsson   | Ret | 9   | 16  | 11  | 13  | 11  | 15  | 13  | 10  | Ret | 9   | 15  | 10  | 15  | 11  | 13  | 12  | 10  | 9   | Ret | Ret | 9      |
| 18   | 18  | Lance Stroll      | 14  | 14  | 14  | 8   | 11  | 17  | Ret | 17† | 13  | 12  | Ret | 17  | 13  | 9   | 15  | 15  | 17  | 14  | 12  | 18  | 13  | 6      |
| 19   | 28  | Brendon Hartley   | 15  | 17  | 20† | 10  | 12  | 19† | Ret | 14  | Ret | Ret | 10  | 11  | 14  | Ret | 16  | Ret | 13  | 9   | 14  | 11  | 12  | 4      |
| 20   | 35  | Sergey Sirotkin   | Ret | 15  | 15  | Ret | 14  | 16  | 17  | 15  | 14  | 14  | Ret | 16  | 12  | 10  | 19  | 18  | 16  | 13  | 13  | 17  | 15  | 1      |
| Pos. | N.º | Piloto            | AUS | BHR | CHN | AZE | ESP | MON | CAN | FRA | AUT | GBR | GER | HUN | BEL | ITA | SIN | RUS | JPN | USA | MEX | BRA | ABU | Puntos |

| Color      | Resultado                          |
| ---------- | ---------------------------------- |
| Oro        | Ganador                            |
| Plata      | 2.º puesto                         |
| Bronce     | 3.er puesto                        |
| Verde      | Finalizó en los puntos             |
| Azul       | Finalizó sin puntos                |
| Azul       | NC - No clasificado                |
| Violeta    | Ret - No terminó                   |
| Rojo       | DNQ - No se clasificó              |
| Rojo       | DNPQ - No se preclasificó          |
| Negro      | DSQ - Descalificado                |
| Blanco     | DNS - No empezó                    |
| Blanco     | WD - Retirado                      |
| Blanco     | C - Carrera cancelada              |
| Azul claro | TD - Entrenamientos libres (2003-) |
| Sin color  | DNP - Inscrito, pero no participó  |
| Sin color  | INJ - Inscrito, pero lesionado     |
| Sin color  | EX - Excluido                      |

| Estado  | Resultado                                                                             |
| ------- | ------------------------------------------------------------------------------------- |
| Negrita | Pole position                                                                         |
| Cursiva | Vuelta rápida                                                                         |
| 1-8     | Posiciones puntuables de clasificación sprint (2021-)                                 |
| †       | No acabó el Gran Premio, pero fue clasificado ya que completó el porcentaje necesario |
| ‡       | Monoplaza compartido                                                                  |
| ~       | Se otorgó la mitad de puntos ya que no se cumplió con el 75% de la carrera            |
| ≠       | No obtuvo puntos ya que era piloto invitado                                           |
| F2      | Inscrito para carrera de Fórmula 2, no sumaba puntos                                  |

### Estadísticas del Campeonato de Pilotos
| Pos. | Piloto            | Escudería   | Grandes Premios | Victorias | Podios | Poles | Vueltas rápidas | Vueltas lideradas | Puntos |
| ---- | ----------------- | ----------- | --------------- | --------- | ------ | ----- | --------------- | ----------------- | ------ |
| 1    | Lewis Hamilton    | Mercedes    | 21 (21)         | 11        | 17     | 11    | 3               | 458               | 408    |
| 2    | Sebastian Vettel  | Ferrari     | 21 (21)         | 5         | 12     | 5     | 3               | 345               | 320    |
| 3    | Kimi Räikkönen    | Ferrari     | 21 (21)         | 1         | 12     | 1     | 1               | 92                | 251    |
| 4    | Max Verstappen    | Red Bull    | 21 (21)         | 2         | 11     |       | 2               | 169               | 249    |
| 5    | Valtteri Bottas   | Mercedes    | 21 (21)         |           | 8      | 2     | 7               | 84                | 247    |
| 6    | Daniel Ricciardo  | Red Bull    | 21 (21)         | 2         | 2      | 2     | 4               | 116               | 170    |
| 7    | Nico Hülkenberg   | Renault     | 21 (21)         |           |        |       |                 |                   | 69     |
| 8    | Sergio Pérez      | Force India | 21 (21)         |           | 1      |       |                 |                   | 62     |
| 9    | Kevin Magnussen   | Haas        | 21 (21)         |           |        |       | 1               |                   | 56     |
| 10   | Carlos Sainz Jr.  | Renault     | 21 (21)         |           |        |       |                 |                   | 53     |
| 11   | Fernando Alonso   | McLaren     | 21 (21)         |           |        |       |                 |                   | 50     |
| 12   | Esteban Ocon      | Force India | 21 (21)         |           |        |       |                 |                   | 49     |
| 13   | Charles Leclerc   | Sauber      | 21 (21)         |           |        |       |                 |                   | 39     |
| 14   | Romain Grosjean   | Haas        | 21 (21)         |           |        |       |                 |                   | 37     |
| 15   | Pierre Gasly      | Toro Rosso  | 21 (21)         |           |        |       |                 |                   | 29     |
| 16   | Stoffel Vandoorne | McLaren     | 21 (21)         |           |        |       |                 |                   | 12     |
| 17   | Marcus Ericsson   | Sauber      | 21 (21)         |           |        |       |                 |                   | 9      |
| 18   | Lance Stroll      | Williams    | 21 (21)         |           |        |       |                 |                   | 6      |
| 19   | Brendon Hartley   | Toro Rosso  | 21 (21)         |           |        |       |                 |                   | 4      |
| 20   | Sergey Sirotkin   | Williams    | 21 (21)         |           |        |       |                 |                   | 1      |

### Campeonato de Constructores
| Pos. | Constructor          | N.º | AUS | BHR | CHN | AZE | ESP | MON | CAN | FRA | AUT | GBR | GER | HUN | BEL | ITA | SIN | RUS | JPN | USA | MEX | BRA | ABU | Puntos  |
| ---- | -------------------- | --- | --- | --- | --- | --- | --- | --- | --- | --- | --- | --- | --- | --- | --- | --- | --- | --- | --- | --- | --- | --- | --- | ------- |
| 1    | Mercedes             | 44  | 2   | 3   | 4   | 1   | 1   | 3   | 5   | 1   | Ret | 2   | 1   | 1   | 2   | 1   | 1   | 1   | 1   | 3   | 4   | 1   | 1   | 655     |
| 1    | Mercedes             | 77  | 8   | 2   | 2   | 14† | 2   | 5   | 2   | 7   | Ret | 4   | 2   | 5   | 4   | 3   | 4   | 2   | 2   | 5   | 5   | 5   | 5   | 655     |
| 2    | Ferrari              | 5   | 1   | 1   | 8   | 4   | 4   | 2   | 1   | 5   | 3   | 1   | Ret | 2   | 1   | 4   | 3   | 3   | 6   | 4   | 2   | 6   | 2   | 571     |
| 2    | Ferrari              | 7   | 3   | Ret | 3   | 2   | Ret | 4   | 6   | 3   | 2   | 3   | 3   | 3   | Ret | 2   | 5   | 4   | 5   | 1   | 3   | 3   | Ret | 571     |
| 3    | Red Bull-TAG Heuer   | 3   | 4   | Ret | 1   | Ret | 5   | 1   | 4   | 4   | Ret | 5   | Ret | 4   | Ret | Ret | 6   | 6   | 4   | Ret | Ret | 4   | 4   | 419     |
| 3    | Red Bull-TAG Heuer   | 33  | 6   | Ret | 5   | Ret | 3   | 9   | 3   | 2   | 1   | 15† | 4   | Ret | 3   | 5   | 2   | 5   | 3   | 2   | 1   | 2   | 3   | 419     |
| 4    | Renault              | 27  | 7   | 6   | 6   | Ret | Ret | 8   | 7   | 9   | Ret | 6   | 5   | 12  | Ret | 13  | 10  | 12  | Ret | 6   | 6   | Ret | Ret | 122     |
| 4    | Renault              | 55  | 10  | 11  | 9   | 5   | 7   | 10  | 8   | 8   | 12  | Ret | 12  | 9   | 11  | 8   | 8   | 17  | 10  | 7   | Ret | 12  | 6   | 122     |
| 5    | Haas-Ferrari         | 8   | Ret | 13  | 17  | Ret | Ret | 15  | 12  | 11  | 4   | Ret | 6   | 10  | 7   | DSQ | 13  | 11  | 8   | Ret | 16  | 8   | 9   | 93      |
| 5    | Haas-Ferrari         | 20  | Ret | 5   | 10  | 13  | 6   | 13  | 13  | 6   | 5   | 9   | 11  | 7   | 8   | 16  | 18  | 8   | Ret | DSQ | 15  | 9   | 10  | 93      |
| 6    | McLaren-Renault      | 2   | 9   | 8   | 13  | 9   | Ret | 14  | 16  | 12  | 15† | 11  | 13  | Ret | 15  | 12  | 12  | 16  | 15  | 13  | 8   | 14  | 14  | 62      |
| 6    | McLaren-Renault      | 14  | 5   | 7   | 7   | 7   | 8   | Ret | Ret | 16† | 8   | 8   | 16† | 8   | Ret | Ret | 7   | 14  | 14  | Ret | Ret | 16  | 11  | 62      |
| 7    | Force India-Mercedes | 11  |     |     |     |     |     |     |     |     |     |     |     |     | 5   | 7   | 16  | 10  | 7   | 8   | Ret | 10  | 8   | 52      |
| 7    | Force India-Mercedes | 31  |     |     |     |     |     |     |     |     |     |     |     |     | 6   | 6   | Ret | 9   | 9   | DSQ | 11  | 15  | Ret | 52      |
| 8    | Sauber-Ferrari       | 9   | Ret | 9   | 16  | 11  | 13  | 11  | 15  | 13  | 10  | Ret | 9   | 15  | 10  | 15  | 11  | 13  | 12  | 10  | 9   | Ret | Ret | 48      |
| 8    | Sauber-Ferrari       | 16  | 13  | 12  | 19  | 6   | 10  | 18† | 10  | 10  | 9   | Ret | 15  | Ret | Ret | 11  | 9   | 7   | Ret | Ret | 7   | 7   | 7   | 48      |
| 9    | Toro Rosso-Honda     | 10  | Ret | 4   | 18  | 12  | Ret | 7   | 11  | Ret | 11  | 13  | 14  | 6   | 9   | 14  | 14  | Ret | 11  | 14  | 10  | 13  | Ret | 33      |
| 9    | Toro Rosso-Honda     | 28  | 15  | 17  | 20† | 10  | 12  | 19† | Ret | 14  | Ret | Ret | 10  | 11  | 14  | Ret | 17  | Ret | 13  | 9   | 14  | 11  | 12  | 33      |
| 10   | Williams-Mercedes    | 18  | 14  | 14  | 14  | 8   | 11  | 17  | Ret | 17† | 14  | 12  | Ret | 17  | 13  | 9   | 15  | 15  | 17  | 16  | 12  | 18  | 13  | 7       |
| 10   | Williams-Mercedes    | 35  | Ret | 15  | 15  | Ret | 14  | 16  | 17  | 15  | 13  | 14  | Ret | 16  | 12  | 10  | 19  | 18  | 16  | 15  | 13  | 17  | 15  | 7       |
| EX   | Force India-Mercedes | 11  | 11  | 16  | 12  | 3   | 9   | 12  | 14  | Ret | 7   | 10  | 7   | 14  |     |     |     |     |     |     |     |     |     | 0* (59) |
| EX   | Force India-Mercedes | 31  | 12  | 10  | 11  | Ret | Ret | 6   | 9   | Ret | 6   | 7   | 8   | 13  |     |     |     |     |     |     |     |     |     | 0* (59) |
| Pos. | Constructor          | N.º | AUS | BHR | CHN | AZE | ESP | MON | CAN | FRA | AUT | GBR | GER | HUN | BEL | ITA | SIN | RUS | JPN | USA | MEX | BRA | ABU | Puntos  |

| Color      | Resultado                          |
| ---------- | ---------------------------------- |
| Oro        | Ganador                            |
| Plata      | 2.º puesto                         |
| Bronce     | 3.er puesto                        |
| Verde      | Finalizó en los puntos             |
| Azul       | Finalizó sin puntos                |
| Azul       | NC - No clasificado                |
| Violeta    | Ret - No terminó                   |
| Rojo       | DNQ - No se clasificó              |
| Rojo       | DNPQ - No se preclasificó          |
| Negro      | DSQ - Descalificado                |
| Blanco     | DNS - No empezó                    |
| Blanco     | WD - Retirado                      |
| Blanco     | C - Carrera cancelada              |
| Azul claro | TD - Entrenamientos libres (2003-) |
| Sin color  | DNP - Inscrito, pero no participó  |
| Sin color  | INJ - Inscrito, pero lesionado     |
| Sin color  | EX - Excluido                      |

| Estado  | Resultado                                                                             |
| ------- | ------------------------------------------------------------------------------------- |
| Negrita | Pole position                                                                         |
| Cursiva | Vuelta rápida                                                                         |
| 1-8     | Posiciones puntuables de clasificación sprint (2021-)                                 |
| †       | No acabó el Gran Premio, pero fue clasificado ya que completó el porcentaje necesario |
| ‡       | Monoplaza compartido                                                                  |
| ~       | Se otorgó la mitad de puntos ya que no se cumplió con el 75% de la carrera            |
| ≠       | No obtuvo puntos ya que era piloto invitado                                           |
| F2      | Inscrito para carrera de Fórmula 2, no sumaba puntos                                  |

### Estadísticas del Campeonato de Constructores
| Pos. | Constructor | Chasis | Motor               | Grandes Premios | Victorias | Podios | Poles | Vueltas rápidas | Vueltas lideradas | Puntos  |
| ---- | ----------- | ------ | ------------------- | --------------- | --------- | ------ | ----- | --------------- | ----------------- | ------- |
| 1    | Mercedes    | F1 W09 | Mercedes            | 21 (21)         | 11        | 25     | 13    | 10              | 542               | 655     |
| 2    | Ferrari     | SF71H  | Ferrari             | 21 (21)         | 6         | 24     | 6     | 4               | 438               | 571     |
| 3    | Red Bull    | RB14   | TAG Heuer (Renault) | 21 (21)         | 4         | 13     | 2     | 6               | 285               | 419     |
| 4    | Renault     | R.S.18 | Renault             | 21 (21)         |           |        |       |                 |                   | 122     |
| 5    | Haas        | VF-18  | Ferrari             | 21 (21)         |           |        |       | 1               |                   | 93      |
| 6    | McLaren     | MCL33  | Renault             | 21 (21)         |           |        |       |                 |                   | 62      |
| 7    | Force India | VJM11  | Mercedes            | 9 (9)           |           |        |       |                 |                   | 52      |
| 8    | Sauber      | C37    | Ferrari             | 21 (21)         |           |        |       |                 |                   | 48      |
| 9    | Toro Rosso  | STR13  | Honda               | 21 (21)         |           |        |       |                 |                   | 33      |
| 10   | Williams    | FW41   | Mercedes            | 21 (21)         |           |        |       |                 |                   | 7       |
| 11   | Force India | VJM11  | Mercedes            | 12 (12)         |           | 1      |       |                 |                   | 0* (59) |

* El consorcio Racing Point decidió adquirir Sahara Force India el 7 de agosto. Al tener problemas con las licencias, antes del GP de Bélgica, la FIA decidió excluir del campeonato a Sahara Force India para aceptar como nuevo equipo a Racing Point Force India, que partiría sin ninguna de las unidades anteriormente conseguidas por el equipo indio. 
Fuente: F1.com 

### Citas
1. ↑  «2018 F1 Entry List». Fédération Internationale de l'Automobile (en inglés). Archivado desde el original el 1 de febrero de 2018.
2. ↑  F1, STATS. «Modelos en 2018 • STATS F1». www.statsf1.com. Consultado el 24 de diciembre de 2017.
3. ↑  García, Miguel Ángel (20 de mayo de 2015). «Hamilton cierra su renovación con Mercedes». Marca. Consultado el 24 de septiembre de 2015.
4. ↑  «Who is driving at the F1 Hungary test?». Crash.Net. 30 de julio de 2018. Consultado el 8 de abril de 2019.
5. ↑  Canseco, Marco (13 de septiembre de 2017). «Mercedes AMG F1 anuncia la renovación de Valtteri Bottas». Marca. Consultado el 13 de septiembre de 2017.
6. ↑  Agencia EFE (26 de agosto de 2017). «Vettel renueva tres años con Ferrari». W Radio. Archivado desde el original el 22 de julio de 2018. Consultado el 26 de agosto de 2017.
7. ↑  «Updated: Abu Dhabi Formula 1 test driver line-up». GrandPrix247.com. 26 de noviembre de 2018. Consultado el 8 de abril de 2019.
8. ↑  Agencia EFE (22 de agosto de 2017). «Kimi Raikkonen renueva una temporada con Ferrari». W Radio. Archivado desde el original el 22 de julio de 2018. Consultado el 22 de agosto de 2017.
9. 1 2  «‘Aston Martin Red Bull’, nuevo nombre de la escudería energética». Mundo Deportivo. Consultado el 25 de septiembre de 2017.
10. ↑  «Red Bull y Toro Rosso usarán UP Renault en 2017 y 2018». Velocidad Total. 30 de mayo de 2016. Consultado el 30 de mayo de 2016.
11. ↑  «Ricciardo confirma su renovación con Red Bull hasta 2018». GpUpdate. 30 de junio de 2016. Consultado el 30 de junio de 2016.
12. ↑  «Verstappen continuará con Red Bull hasta 2020». motorsport.com. 20 de octubre de 2017. Consultado el 20 de octubre de 2017.
13. ↑  «FIA approve Racing Point Force India F1 entry». Formula 1® - The Official F1® Website (en inglés). Archivado desde el original el 23 de agosto de 2018. Consultado el 23 de agosto de 2018.
14. ↑  «FIA aprueba la llegada de Racing Point Force India a la F1». Consultado el 23 de agosto de 2018.
15. ↑  Ramírez, Luis (17 de septiembre de 2017). «OFICIAL: Sergio Pérez renueva con Force India». motorsport.com. Consultado el 17 de septiembre de 2017.
16. ↑  «Balance 2018». STATS F1. Consultado el 8 de abril de 2019.
17. ↑  «Alineaciones de pilotos para los test de pretemporada de la F1 2018». Motorsport.com. 25 de febrero de 2018. Consultado el 8 de abril de 2019.
18. ↑  «Force India seguirá con Pérez y Ocon en 2018». Sport. 19 de septiembre de 2017. Consultado el 20 de septiembre de 2017.
19. ↑  «WILLIAMS MARTINI RACING | "Lance, as confirmed race driver for 2018"». www.williamsf1.com. Archivado desde el original el 23 de noviembre de 2017. Consultado el 25 de noviembre de 2017.
20. 1 2 3  «Adiós al sueño de Kubica: Sirotkin, piloto de Williams». SoyMotor.com. Consultado el 16 de enero de 2018.
21. ↑  Europa Press (14 de octubre de 2016). «Nico Hulkenberg deja Force India y ficha por Renault». Heraldo de Aragón. Consultado el 22 de julio de 2017.
22. 1 2  «Jack Aitken y Artëm Markelov, nuevos reservas de Renault». Motor.es. 20 de febrero de 2018. Consultado el 21 de febrero de 2018.
23. ↑  Canseco, Marco (15 de septiembre de 2017). «Oficial: Carlos Sainz a Renault en 2018». Marca. Consultado el 15 de septiembre de 2017.
24. 1 2  Marchi, Fabio; González, Elvira (15 de septiembre de 2017). «Oficial: McLaren usará motores Renault y Honda se marcha a Toro Rosso». Mundo Deportivo. Consultado el 15 de septiembre de 2017.
25. 1 2  Ruiz, José Luis (16 de noviembre de 2017). «Gasly y Hartley serán la pareja de Toro Rosso para 2018». Marca. Consultado el 16 de noviembre de 2017.
26. 1 2  «Romain Grosjean y Kevin Magnussen seguirán como pilotos de Haas la próxima temporada». Antena 3. 21 de julio de 2017. Consultado el 22 de julio de 2017.
27. ↑  Pérez, Alejandro (23 de agosto de 2017). «Oficial: McLaren confirma a Stoffel Vandoorne para 2018». Marca. Consultado el 24 de agosto de 2017.
28. 1 2  «Lando Norris releva a Jenson Button como piloto reserva en McLaren». Sport. 6 de noviembre de 2017. Consultado el 6 de noviembre de 2017.
29. ↑  Puigdemont, Oriol (19 de octubre de 2017). «McLaren hace oficial la renovación de Fernando Alonso». El País. Consultado el 19 de octubre de 2017.
30. 1 2  «OFICIAL: Alfa Romeo Sauber F1 Team ya es una realidad». www.thebestf1.es. Consultado el 29 de noviembre de 2017.
31. ↑  «Sauber firma un nuevo acuerdo con Ferrari». Mundo Deportivo. 28 de julio de 2017. Consultado el 12 de septiembre de 2017.
32. 1 2 3  «Leclerc y Ericsson, confirmados en Alfa Romeo Sauber para 2018». Motor.es. 2 de diciembre de 2017. Consultado el 2 de diciembre de 2017.
33. ↑  «Vuelve Francia al calendario de la F1 - El Intransigente». Archivado desde el original el 1 de diciembre de 2017. Consultado el 26 de noviembre de 2017.
34. 1 2  «La F1 vuelve a Alemania y Francia; presentan calendario del 2018». Excélsior. 19 de junio de 2017. Consultado el 26 de noviembre de 2017.
35. ↑  «2017 race to be Malaysia’s F1 farewell». Formula 1® - The Official F1® Website. Consultado el 7 de abril de 2017.
36. ↑  Clarin.com. «Final de una era: Malasia recibe a su último Gran Premio de Fórmula 1». Consultado el 3 de diciembre de 2017.
37. ↑  «La FIA anuncia el calendario provisional de F1 para 2018 - Noticias F1 - Actualidad Fórmula 1». Noticias F1 - Actualidad Fórmula 1. 19 de junio de 2017. Consultado el 3 de diciembre de 2017.
38. ↑  «La F1 planea que las carreras europeas pasen a ser a las 15.10h». Motorsport.com. Consultado el 28 de enero de 2018.
39. ↑  «La F1 anuncia cambios en el horario de las carreras para 2018 - F1 al día». 1 de febrero de 2018.
40. ↑  «Felipe Massa se retirará definitivamente de la F1 a final de esta temporada» (en inglés). Consultado el 26 de noviembre de 2017.
41. ↑  «La negociación de Leclerc con Sauber, no antes de ganar la Fórmula 2.». Motor.es. Consultado el 3 de diciembre de 2017.
42. ↑  «¿Qué ha hecho Pascal Wehrlein para merecer esto?». Car and Driver (en inglés). Consultado el 3 de diciembre de 2017.
43. ↑  «Daniil Kvyat, nuevo piloto de desarrollo de Ferrari». SoyMotor.com. Consultado el 10 de enero de 2018.
44. ↑  «Tatiana Calderón regresa a Sauber». Motorsport.com. Consultado el 6 de marzo de 2018.
45. ↑  «McLaren deja Honda para unirse a Renault». El Informador. Archivado desde el original el 12 de septiembre de 2017. Consultado el 12 de septiembre de 2017.
46. ↑  Buendia, Rodrigo (1 de agosto de 2017). «Toro Rosso podría ocupar el lugar de Sauber y utilizar motores Honda para 2018». Consultado el 12 de septiembre de 2017.
47. ↑  «La F1 quiere eliminar la reducción a tres motores por año de 2018». SoyMotor.com. Consultado el 14 de septiembre de 2017.
48. ↑  «FIA introduce 'Halo' para el 2018». Vanguardia. Consultado el 14 de septiembre de 2017.
49. ↑  «McLaren defiende el retiro de las aletas de tiburón - Deportes | Fixture | Resultados». Consultado el 29 de noviembre de 2017.
50. ↑  «Nombres y dorsales más grandes a partir de Barcelona 2017». Motorsport.com. Archivado desde el original el 1 de diciembre de 2017. Consultado el 26 de noviembre de 2017.
51. ↑  «Pirelli presenta nuevos neumáticos para 2018, hiperblando y superduro». Noticias-F1.com. Consultado el 3 de diciembre de 2017.
52. ↑  «La F1 introducirá guantes biométricos para 2018». Motorsport. Consultado el 3 de diciembre de 2017.
53. ↑  «Toro Rosso varía su nombre; Force India lo mantiene». Car and Driver (en inglés). Consultado el 4 de febrero de 2018.
54. ↑  «La FIA aprueba la participación de Racing Point Force India en Bélgica». Formula1.com (en inglés). Archivado desde el original el 23 de agosto de 2018. Consultado el 23 de agosto de 2018.
55. ↑  «Haas presenta el VF-18, su coche para la temporada 2018». SoyMotor.com. Consultado el 14 de febrero de 2018.
56. ↑  «Williams presentará su coche 2018 en Londres». SoyMotor.com. Consultado el 26 de enero de 2018.
57. ↑  «Red Bull anuncia la fecha de presentación de su RB14». es.motorsport.com. Archivado desde el original el 13 de febrero de 2018. Consultado el 12 de febrero de 2018.
58. ↑  «OFICIAL: Sauber presentará su C37 de 2018 el 20 de Febrero». www.thebestf1.es. Consultado el 29 de enero de 2018.
59. ↑  «Renault revela la fecha de presentación de su coche 2018». SoyMotor.com. Consultado el 29 de enero de 2018.
60. ↑  «Ferrari ya tiene fecha para presentar su F1 de 2018... de manera online». Motorsport.com. Archivado desde el original el 23 de enero de 2018. Consultado el 22 de enero de 2018.
61. ↑  «Mercedes presentará el nuevo W09 EQ Power+ el 22 de febrero» (en inglés). Consultado el 22 de enero de 2018.
62. ↑  «McLaren anuncia la fecha de presentación del nuevo MCL33 para la temporada 2018». Antena 3 Noticias. Consultado el 18 de enero de 2018.
63. ↑  Rodríguez García, Cristian (21 de febrero de 2018). «Cambio de planes: Force India presentará el VJM11 el próximo lunes 26 de febrero». F1aldía. Consultado el 26 de febrero de 2018.
64. ↑  «Toro Rosso presentará su STR13 el 26 de febrero». SoyMotor.com. Consultado el 31 de enero de 2018.
65. ↑  «Reveladas las fechas de la pretemporada 2018 de Fórmula 1». Motorsport.com. Archivado desde el original el 21 de enero de 2018. Consultado el 20 de enero de 2018.
66. ↑  «Calendario de 2018 Formula 1». f1aldia.com. Consultado el 7 de diciembre de 2017.
67. ↑  Motorsport, Pirelli (1:00 AM - 9 Dec 2017). «All the colours of the Pirelli 2018». @pirellisport (en inglés). Consultado el 9 de diciembre de 2017.
68. ↑  «Pirelli reveals its rainbow tyre range for Formula 1». racingspot.pirelli.com. Consultado el 9 de diciembre de 2017.
69. ↑  «Results». Formula 1® - The Official F1® Website (en inglés). Consultado el 22 de marzo de 2018.
70. 1 2  F1, STATS. «Vueltas en cabeza 2018 • STATS F1». www.statsf1.com. Consultado el 1 de octubre de 2018.
71. ↑  «2018 Constructor Standings». Formula 1® - The Official F1® Website (en inglés). Consultado el 1 de octubre de 2018.